# Aristodemos (Historiker)
Aristodemos (altgriechisch Ἀριστόδημος Aristódēmos) war ein antiker griechischer Geschichtsschreiber. Seine Lebenszeit ist unsicher und in der Forschung umstritten; er kann mit keinem anderen bekannten Namensträger identifiziert werden. Ein 1962 entdeckter Papyrus mit einem Auszug aus seinem Geschichtswerk wird ins 2. Jahrhundert datiert, wodurch ein terminus ante quem gegeben ist.
Aristodemos war der Autor eines Geschichtswerks in mehreren Büchern, von dem nur Fragmente erhalten sind. Ein längeres Fragment aus zwei Büchern des Werks ist in einer Handschrift vom Berg Athos erhalten geblieben, heute in der Bibliothèque nationale in Paris. Dort werden die griechisch-persischen Auseinandersetzungen von der Herrschaft des Xerxes bis zum Beginn des Peloponnesischen Krieges (431 v. Chr.) behandelt. Zwei weitere Fragmente, die dem Werk zugeschrieben werden, stammen aus Scholien. 
Der Informationsgehalt ist gering; vermutlich hat sich Aristodemos auf zusammenfassende Darstellungen mit stark proathenischer Tendenz gestützt. Charlotte Schubert hat vorgeschlagen, Aristodemos als Atthidographen zu betrachten, der eine athenische Lokalgeschichte (Atthis) verfasst hat. Pietro Maria Liuzzo vertrat dagegen die Ansicht, dass der Name Aristodemos nicht den Autor bezeichnet, sondern den Schluss eines anderen (fragmentierten) Exzerpts.

## Ausgaben und Übersetzungen
- Die Fragmente der griechischen Historiker, Nr. 104
- Frances Pownall: Aristodemos (104). In: Brill’s New Jacoby (mit englischer Übersetzung, Kommentar und Forschungsdiskussion).